# Coemac
Coemac (acrónimo de Corporación Empresarial de Materiales de Construcción), antes de su cambio de nombre en 2015 conocida como Uralita, fue una multinacional española de materiales de construcción con más de 100 años de historia. En su etapa final fabricaba materiales para aislamiento térmico y acústico, yesos, tejas y tuberías.
Coemac tuvo sus oficinas corporativas en Madrid, España. A finales de 2010 contaba con 3.162 empleados, 41 fábricas  en funcionamiento en Europa y 2 en construcción.
En junio de 2020 la empresa entró en concurso de acreedores y acabó quebrando por no poder hacer frente a las indemnizaciones ocasionadas por el uso de amianto en el pasado.

## Materiales
- Aislantes
- Placa de yeso
- Yeso en polvo
- Tejas de cerámica y hormigón
- Sistemas de conducciones

## Empresas asociadas
En 1982 adquirió la marca de pinturas Bruguer. Cuatro años más tarde, la compañía AkzoNobel —llamada entonces Akzo Nobel Coatings— se hacía con toda la división de pinturas de Uralita, llamada Industrias Procolor, pasando así Bruguer a manos de la compañía neerlandesa.
Tejas Cobert era un productor y comercializador de tejas de varios materiales, tanto cerámicas como de hormigón, y otros componentes para tejados. Desarrolló su actividad productiva en ocho fábricas en España y Portugal. La producción se exportaba a países de América, Oriente Medio, Europa y África. Tras la quiebra de Coemac, fue adquirida por el grupo BMI España.

## Accionariado
Antes de la quiebra, el accionariado estaba compuesto por:
| Accionista               | Derechos de voto | Sociedad                    | Control |
| ------------------------ | ---------------- | --------------------------- | ------- |
| Emilio Serratosa Ridaura | 79,063%          | Nefinsa, S.A.               | 33,46%  |
| Javier Serratosa Luján   | 79,063%          | Nefinsa, S.A.               | 33,27%  |
| Gonzalo Serratosa Luján  | 79,063%          | Nefinsa, S.A.               | 33,27%  |
| Caja España-Duero        | 5,243%           | -                           | -       |
| Banco Mare Nostrum       | 5,000%           | Atalaya Inversiones, S.R.L. | 50,00%  |
| Caja3                    | 5,000%           | Atalaya Inversiones, S.R.L. | 25,00%  |
| Liberbank                | 5,000%           | Atalaya Inversiones, S.R.L. | 25,00%  |